# Chrysso ecuadorensis
Chrysso ecuadorensis là một loài nhện trong họ Theridiidae.
Loài này thuộc chi Chrysso. Chrysso ecuadorensis được Herbert Walter Levi miêu tả năm 1957.